# Rinfrescatoio

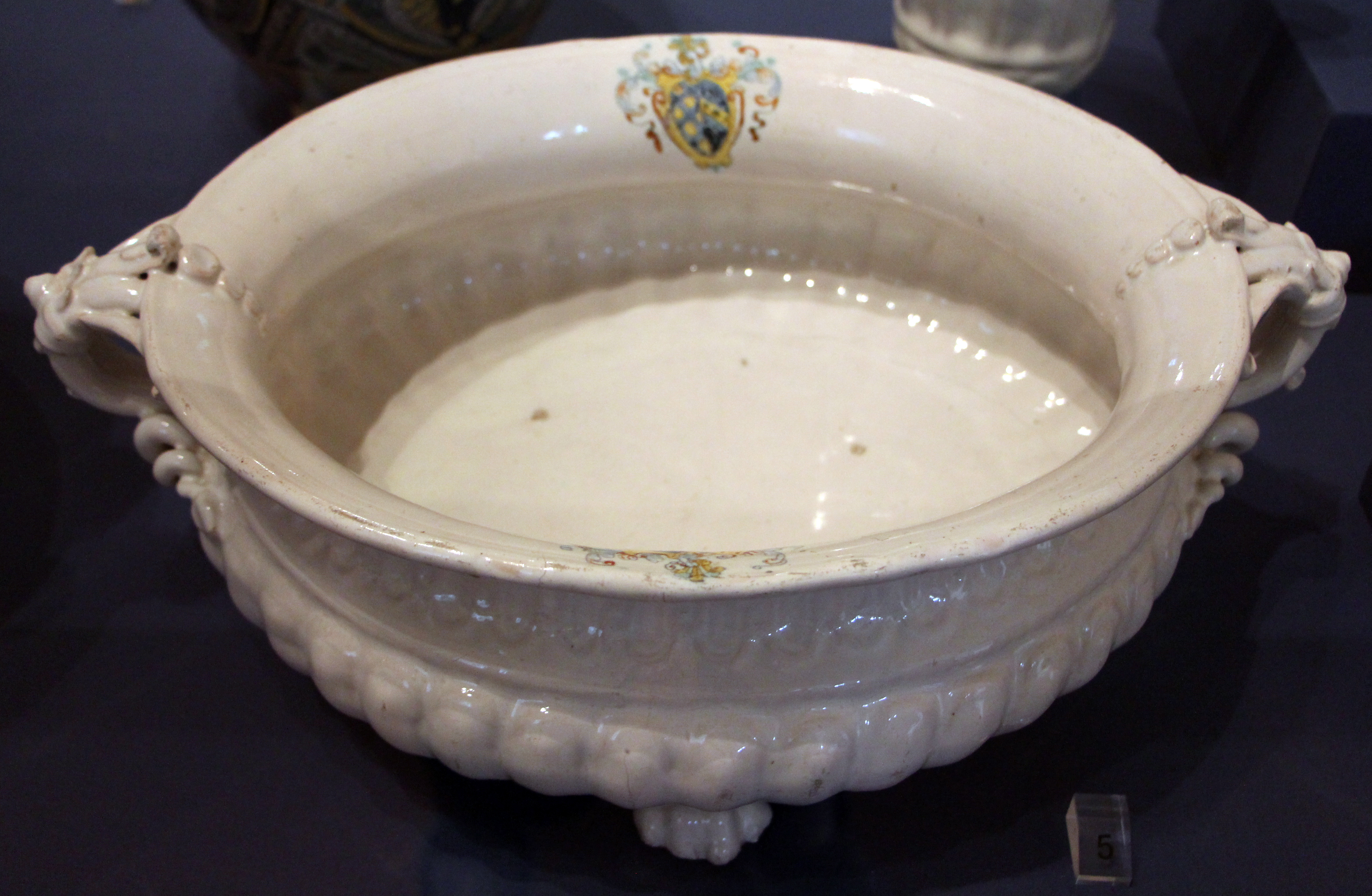
Rinfrescatoio, 1600-1620 circa, ceramica dell'Alto Lazio, (Villa medicea di Cerreto Guidi)

Il rinfrescatoio (in francese rafraîchissoir o seau à glace) è un largo bacile, realizzato in ceramica, porcellana, ottone, rame o argento, atto a contenere acqua fredda (anche con ghiaccio) per tenere in fresco bevande o per raccogliere l'acqua che si versava sulle mani, prima di accedere alla mensa. In questo caso il rinfrescatoio era accompagnato da una brocca. Questa antica usanza derivava dalla lavanda delle mani, durante la Messa.

## Descrizione e storia
Nel corredo di stoviglie per la tavola i rinfrescatoi hanno fatto la loro apparizione nel tardo Medioevo, quando il servizio della mensa assunse le caratteristiche di un rito, con le sue precise regole, con sfoggio di ricche stoviglie e di arredi e con una elaborata cucina e presentazione delle vivande. Il rinfrescatoio era in genere sorretto da un supporto a forma di treppiedi.
L'arte della ceramica italiana ha prodotto fastosi rinfrescatoi. Nel Rinascimento, a Faenza si dipinsero, con motivi a grottesche, larghi bacili sostenuti da piedi a foggia zoomorfica. Il virtuosismo dei ceramisti ideò rinfrescatoi di forme diverse: trilobati, ovalizzati, cilindrici.

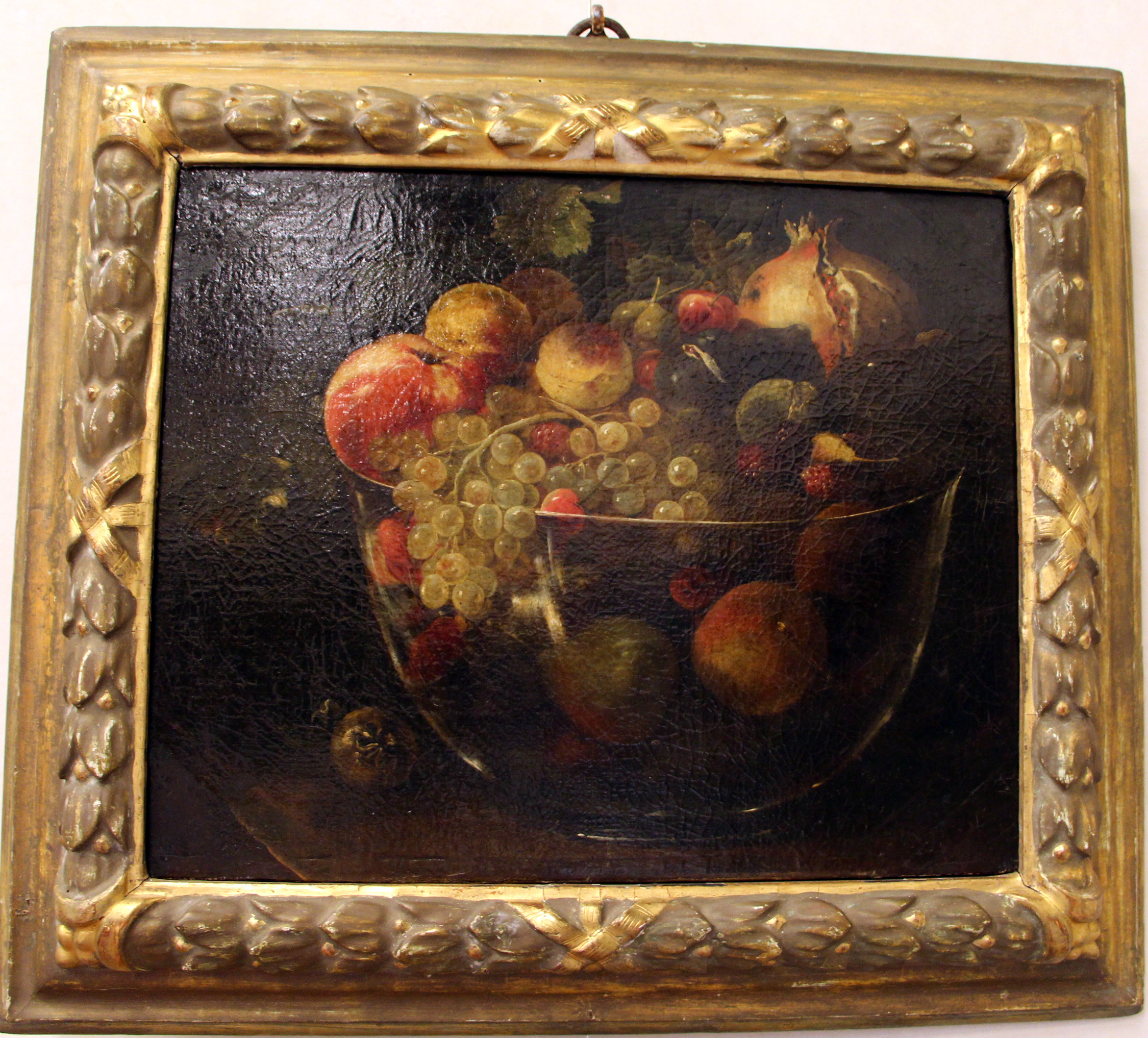
Filippo Napoletano, Rinfrescatoio con frutti, 1600-1620 circa, (Villa medicea di Poggio a Caiano)

Un rinfrescatoio da tavola - chiamato vasca Farnese - con decori ad arabesco in oro, su fondo blu lapislazzuli e con stemma di un cardinale, fu creato da maestri ceramisti di Castelli e si conserva al Museo internazionale delle ceramiche in Faenza. Né più semplici erano i rinfrescatoi in ottone o in rame, decorati a sbalzo o a incisione con tralci, fiori, figure. In Inghilterra si produssero rinfrescatoi in argento finemente cesellati, con decori ad ovulo, a palmette e con figure. Il rinfrescatoio entrò come motivo decorativo nella pittura di nature morte. Per la tavola moderna è stato sostituito dal cestello per il ghiaccio e da quello per tenere in fresco le bottiglie dell'acqua, del vino bianco, dello champagne.

### Esempi di rinfrescatoi
- Rinfrescatoio in stile compendiario con stemma, Faenza, XVII secolo, Museo Internazionale delle Ceramiche in Faenza
- Rinfrescatoio a fondo giallo decorato entro riserve a paesi color porpora, Ginori-Doccia 1750 circa, Museo Richard-Ginori della manifattura di Doccia
- Rinfrescatoio per bottiglie, porcellana di Sèvres, 1760-1770 circa, Petit Palais, Parigi
- Francesco Durantino, rinfrescatoio con scene d'amore tra divinità marine, 1549, Monte Bagnolo (PG)
- Rinfrescatoio in porcellana con decoro floreale, Porcellana di Meissen, 1731-1740 circa, Museo delle porcellane, Firenze
- Grande rinfrescatoio a navicella, 1550-1600 circa, Gagliano del Mugello (Barberino di Mugello)
- Rinfrescatoio tribolato in maiolica con divinità marine - Urbino 1550-1575, Civiche raccolte d'arte applicata, Milano

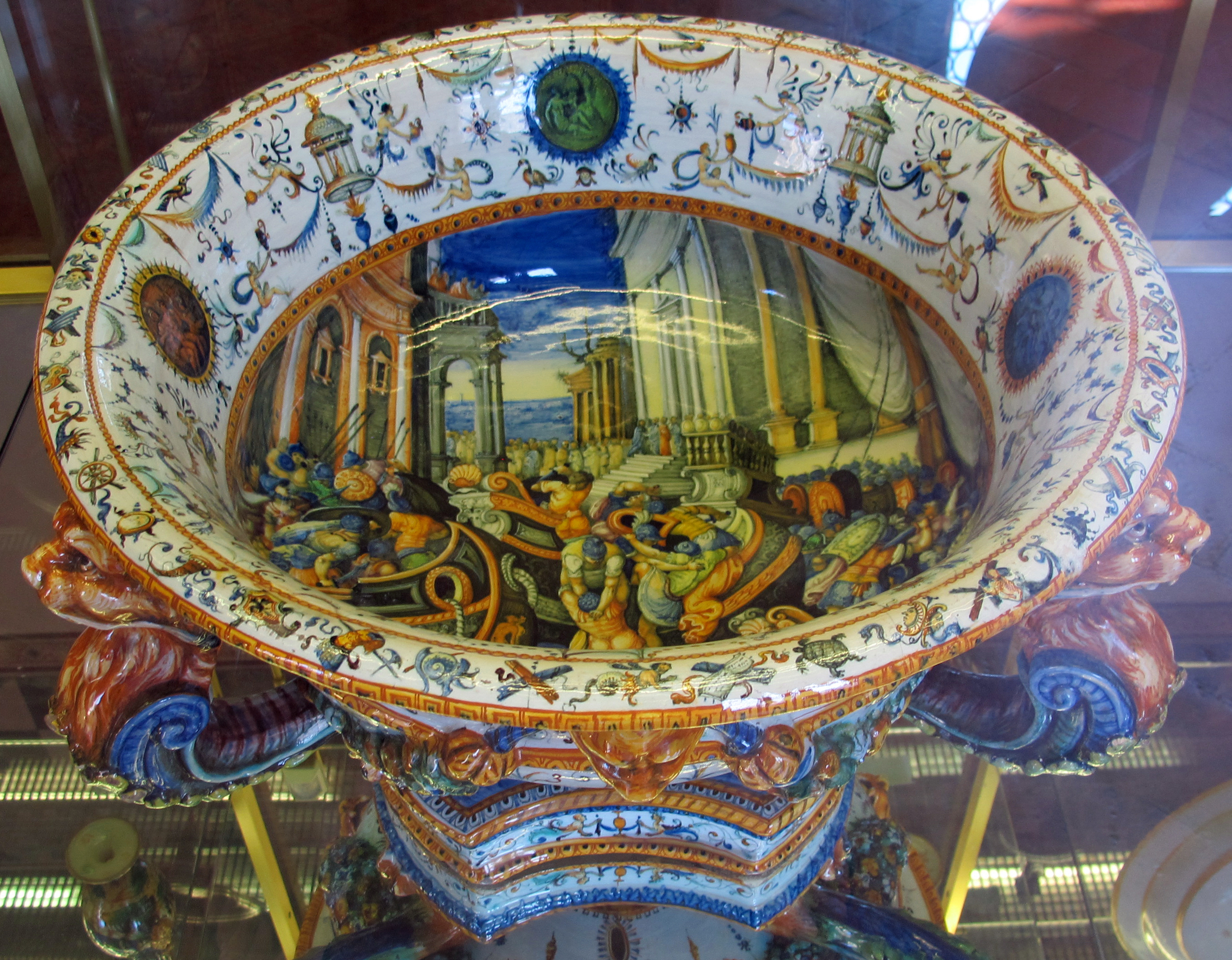
Urbino, bottega Fontana, rinfrescatoio a raffaellesche, con scena di scontro navale (da Taddeo Zuccari) 1565-1575 circa

- Rinfrescatoio a raffaellesche con incoronazione di Cesare a Mitilene (da Taddeo Zuccari), 1565-75 circa, Urbino, bottega Fontana
- Rinfrescatoio con Annibale che attraversa le alpi, 1560 circa, Urbino, bottega Fontana
- Rinfrescatoio con Achille che si arma per vendicare Patroclo, 1590-1610 circa Urbino, bottega Patanazzi
- Rinfrescatoio in argento di George Garthorne per Royal African Company (1688), Milwaukee Art Museum, USA